# Pratt & Whitney Canada PW300

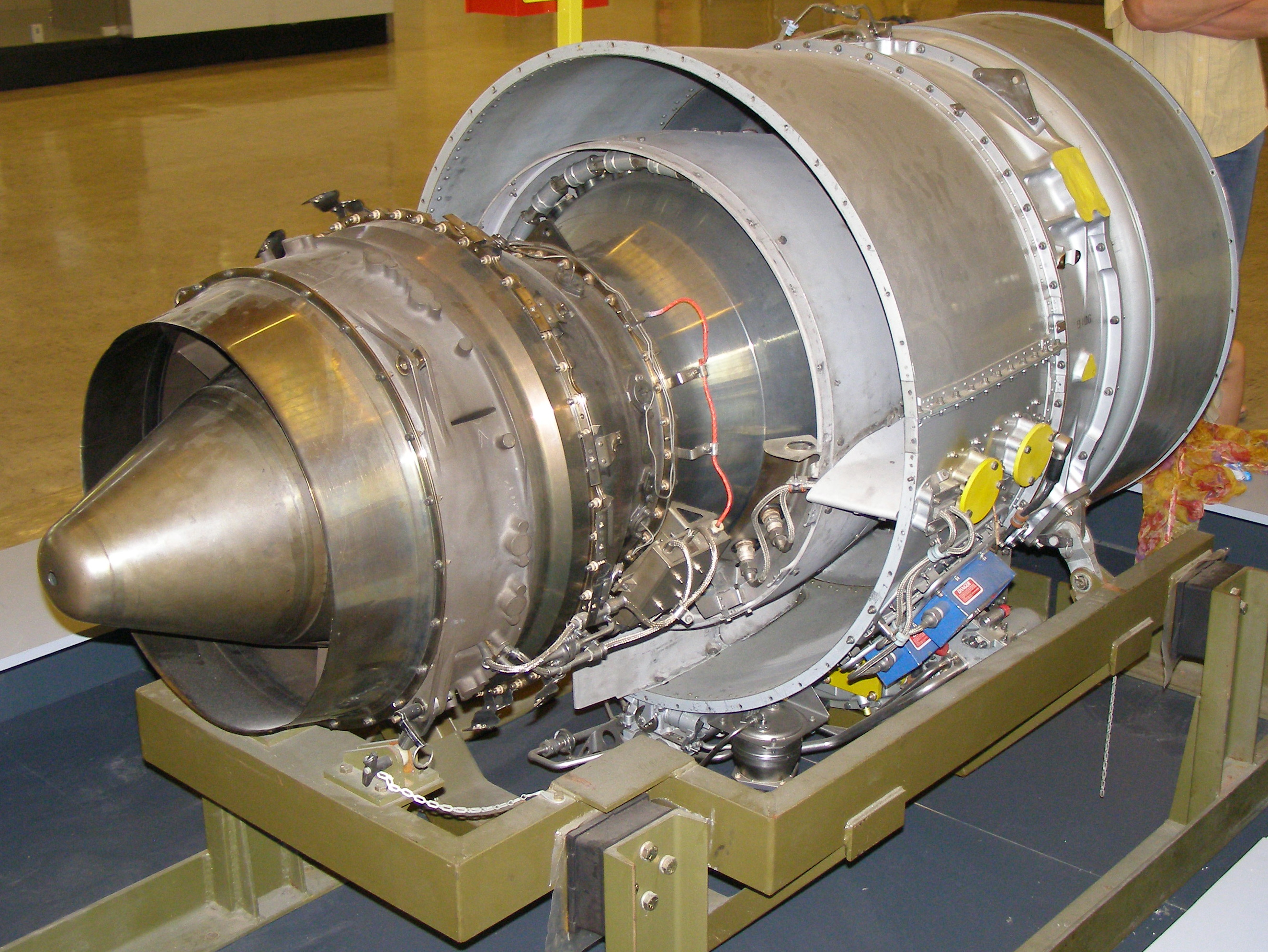
PW 305

Das Pratt & Whitney Canada PW300 ist eine Familie von Turbofan-Triebwerken im Schubbereich von 20 bis 35 kN, die speziell für Geschäftsreiseflugzeuge entwickelt wurden. Die grundlegende Konstruktion besteht aus einem einstufigen Fan, angetrieben durch eine dreistufige Niederdruck-Turbine, einem vierstufigen axialen und einstufigen zentrifugalem Hochdruckverdichter, angetrieben durch eine zweistufige Hochdruckturbine, sowie einer ringförmigen Brennkammer. Einige Versionen haben eine nicht mischende Düse, aber das PW306 und das PW308 schließen einen Zwangsmischer für den Abgasstrahl mit ein. Die Triebwerke werden durch ein FADEC-System gesteuert.
Eingesetzt wird das PW300 unter anderem bei der Learjet 60, Cessna Citation Sovereign, Gulfstream G200, Hawker 1000, Dassault Falcon 7X, Dassault Falcon 8X, Fairchild-Dornier 328JET und White Knight Two.
Das PW307 wurde speziell für die Dreiturbinenanordnung der Dassault Falcon 7X entwickelt. Es wurde durch die kanadische Luftfahrtbehörde im März 2005 zugelassen.

## Technische Daten
| Typ    | Schub (kN) | Nebenstrom- verhältnis beim Start | Gesamtdruck- verhältnis | Bläserdurch- messer (m) | Länge (m) | Trocken- masse (kg) | Zulassung | Einsatz bei                          |
| ------ | ---------- | --------------------------------- | ----------------------- | ----------------------- | --------- | ------------------- | --------- | ------------------------------------ |
| PW305A | 20,81      | 4,3:1                             | 19:1                    | 0,79                    | 1,651     | 450                 | 1992      | Learjet 60                           |
| PW305B | 23,4       | 4,3:1                             | 15,5:1                  | 0,80                    | 1,547     |                     |           | Hawker 1000                          |
| PW306A | 28,86      | 4,5:1                             | 18,3:1                  | 0,81                    | 1,92      | 473                 | 1995      | Gulfstream G200                      |
| PW306B | 26,91      | 4,5:1                             |                         | 0,81                    | 1,92      | 473                 |           | Fairchild Dornier 328 Jet IAI Galaxy |
| PW306C | 25,66      | 4,5:1                             |                         | 0,81                    | 1,92      | 473                 | 2002      | Cessna Sovereign                     |
| PW307A | 28,48      |                                   |                         | 0,83                    | 2,184     |                     | 2007      | Dassault Falcon 7X                   |
| PW308A | 30,7       | 4,1:1                             | 20,4:1                  | 0,84                    | 2,134     | 607                 | 2004      | Hawker 4000                          |
| PW308B | 32,92      |                                   |                         | 0,84                    | 2,134     |                     |           | Fairchild Dornier 428 Jet            |
| PW308C | 31,13      | 3,8:1                             | 25,5:1                  | 0,84                    | 2,134     | 614                 | 2001      | Dassault Falcon 2000EX               |